# キッド A
『キッド A』（キッド エー、英語: Kid A）は、イギリスのロックバンド、レディオヘッドのスタジオ・アルバム。

## 制作
レコーディングは、プロデューサーのナイジェル・ゴッドリッチの下、パリ、コペンハーゲン、グロスターシャー、オックスフォードで行われた。このアルバムから曲作り、レコーディングを通してレディオヘッドはエレクトロニカサウンドへと接近していった。発表される前、1998年に入った頃に発表されたバンドのツアービデオ作品「Meeting People Is Easy」において、ジョニーに対してトムが振りむき、次のように弁舌するシーンがある。「去年の僕らは最もイケてたバンドだったよな。世界中のどの人気投票でも1位だった」「でもそんなものは何もかもクソだ。何の意味も無い。すべてが変わっちまった。完全にイカれてるだけだ」
このアルバムの音楽性に直接の影響を与えたものとしては、クラウト・ロック、ジャズ、20世紀の現代音楽などが挙げられる。レディオヘッドのサウンドの特徴であった3本のギターは過去のアルバムと比較すると鳴りを潜め、インストゥルメンタル的な使われ方をしている。ギター以外ではキーボード、オンド・マルトノ、ストリングスなどのサウンドが目立つ。メンバーは一貫して、このアルバムはポップレコードである、という主張を続けているが、未だにそれは議論の対象となっている。
トム・ヨークは、「奴ら（音楽業界のマス連中）が思うほど、大衆の耳は馬鹿じゃない。聴こえのいいものだけを聞かせて金を巻き上げることが音楽産業だということに間違いはないけれど、許容され得る範囲はもっと広い」などとも、当時のインタビューで語っている。

## 反響
大々的なシングルやミュージック・ビデオの制作もなく、イギリスでは発売1週間で30万枚以上を売り上げ、アメリカでも初のアルバムチャート1位を獲得、日本でもアルバムチャートで3位に入るなど成功を収め、世界中で400万枚以上を売り上げた。
2000年度（2000年4月1日〜2001年3月31日）のEMIグループの全世界でのアルバム売上では260万枚を記録し、ビートルズの『ザ・ビートルズ1』、レニー・クラヴィッツの『グレイテスト・ヒッツ』、ロビー・ウィリアムズの『シング・ホエン・ユーアー・ウィニング』、宇多田ヒカルの『Distance』、コールドプレイの『パラシューツ』に続いて第6位にランクインされている。
発売当初はメディア/プレスから賛否両論を受けた作品であったが、『ローリング・ストーン誌が選ぶオールタイム・ベストアルバム500』(2020年版)に於いて、20位にランクイン。2009年、同誌が行った企画「2000年代のアルバム・ベスト100」、さらに米国で最も影響力のあるレビューサイトのひとつ、ピッチフォーク・メディアの「The Top 200 Albums of the 2000s」において、どちらも1位に選ばれている。

## 収録曲
作詞・作曲は、トム・ヨーク、コリン・グリーンウッド、エド・オブライエン、ジョニー・グリーンウッド、フィル・セルウェイ
1. エヴリシング・イン・イッツ・ライト・プレイス - Everything in Its Right Place – 4:11
10(4+6)拍子のエレクトリックピアノのフレーズを土台として、ヴォーカルの伴奏をサンプリングされたヴォーカルが行いながら進んでいく。当時、まだロクに弾けもしなかった鍵盤楽器をトムが初めて本格的に弾き語りに使って作曲した曲であり、以降レディオヘッドの楽曲では、ジョニーだけでなくトムも鍵盤楽器を担当するようになる。ライブでは、ニール・ヤングの「After The Gold Rush」などのピアノ曲の弾き語りをイントロにしてスタートすることが多く、主にステージ退場前のシメに演奏される曲。
2. キッド・A - Kid A – 4:44
音源版ではライブと違い、ビートを刻んでいるのはフィル・セルウェイのドラムではなく、打ち込みである。ヴォーカルにエフェクトをかけられ聞き取りにくい歌詞は、CDトレイの裏を開けると見つかるようになっている。
2003年に、ジョン・メイヤーがアコースティック・ギターによる弾き語りでカヴァーしている。
3. ザ・ナショナル・アンセム - The National Anthem – 5:50
ベースイントロからダンスヒップホップトラックのようなドラムが覆いかぶさり、ホーンセクションのアウトロで曲が終わる。ベースラインはトムが昔から温めていたフレーズであり、自分が弾くと言い張ったため、録音されているベースプレイはコリンのものではない。ホーンの譜面を書いたのはジョニー。発表後ライブでは定番のナンバーであり、ジャズ風やロック風、トランジスタラジオを利用したノイズナンバー風など、様々なライブアレンジが存在する。また、アムニージアック発表後の一時期では、アウトロにハンティング・ベアーズを組み入れるなどしていた。
4. ハウ・トゥ・ディスアピアー・コンプリートリー - How to Disappear Completely – 5:55
ストリングス、オンド・マルトノ、ウォーキングベース、ディレイを掛けられたギターのアレンジにより、曲全体が4拍子と6拍子のポリリズムで進む。ライブアレンジではベースを抜いてオンド・マルトノを使用する事もある。歌詞の一部は、R.E.M.のマイケル・スタイプとの会話からインスパイアされた。
5. トゥリーフィンガーズ - Treefingers – 3:42
バンド初の純粋なインストゥルメンタル作品。下敷きになっているのは実はエドのギターであり、トムがそれをコンピューターで加工して仕上げた。音源版ではカットされているが本当はさらに1分程度長い曲で、映画『メメント』のサントラとして使用された際、完全版が日の目を見た。
6. オプティミスティック - Optimistic – 5:16
アルバム中数少ない、ギター、ベース、ドラムにボーカルといったロックの基本的な楽器のみでほぼ構成された曲。少しだけロック的な曲ということで、関係者の間では"Poptimistic"と揶揄されていた。発売当初に英語圏のオルタナティブ・ロックラジオで最もよく紹介されていたのはこの曲である。歌詞のインスピレーションは、政治活動家ナオミ・クラインの著書「ノー・ロゴ」から。
7. イン・リンボー - In Limbo – 3:31
元の曲名は"Lost at Sea"だったが、アルバム制作中に唯一近況をファンに伝えていたエド・オブライエンのダイアリー中の言い回し「In Limbo（どっちつかず）」から借用し、このタイトルに変更された。トムは「ポリスのようだ」と語っている。
8. イディオテック - Idioteque – 5:09
テクノビートを取り入れた、コリン曰く「アルバムではまあそこそこキャッチーな曲」
9. モーニング・ベル - Morning Bell – 4:29
5thアルバム『アムニージアック』収録の同曲とは違うアレンジで、5拍子のビートが強調された曲調になっている。歌詞についてトムは「もの凄く残酷」「ブラックユーモアのようなもの」と語っている。
10. モーション・ピクチャー・サウンドトラック - Motion Picture Soundtrack – 6:59
アルバム中最も古い曲。『パブロ・ハニー』の頃には既に簡素なアコースティックギターバージョンとして完成しており、『OK コンピューター』ツアーでもバンドサウンドで何度か演奏されていた。『Kid A』収録のアレンジは以前とは大きく変わり、古風なハルモニウムでコードがつま弾かれ、曲の中盤ではサンプリングされたハープが使われている。一度曲が終了した後も無音の状態がちょうど60秒続き、音楽が再び現れ、その後2分弱の無音でアルバムが終了する。本来3つ目のヴァースが存在する曲だが、このアレンジではそれは意図的にカットされている。メンバーは、元々この曲に関してビートルズの「グッド・ナイト」からの影響を明らかにしている。

## チャート
| チャート（2000年）               | 最高順位 |
| -------------------------------- | -------- |
| イギリス（全英アルバムチャート） | 1        |
| アメリカ（Billboard 200）        | 1        |